# John Russell (pintor)
John Russell (29 de marzo de 1745-20 de abril de 1806) fue un  pintor inglés, famoso por su trabajo como retratista al óleo y al pastel, así como por su labor como escritor y profesor de técnicas pictóricas. Perteneció a la Royal Academy of Arts.

## Semblanza
Russell nació en Guildford, Surrey. Su padre, también llamado John, era vendedor e impresor de libros, fue cinco veces alcalde de la ciudad, y también era un artista aficionado que dibujó y publicó dos vistas de Guildford.
Se educó en la Real Escuela de Gramática de Guildford, y pronto mostró una fuerte inclinación por el arte. Fue instruido por Francis Cotes (miembro de la Academia Real, que tenía su estudio en la plaza Cavendish de Londres), uno de los pioneros ingleses de la pintura al pastel. Russell, como Cotes, era un admirador de los dibujos al pastel de Rosalba Carriera, cuyos métodos influyeron en su técnica de difuminado. Con 19 años de edad se convirtió al metodismo, hecho que le causó roces con su familia y con su profesor, puesto que hacía gala de sus fuertes convicciones evangélicas e intentaba predicar y convertir a sus conocidos a la menor oportunidad.
En 1767 Russell instaló su propio estudio en Londres. Conoció al influyente clérigo William Dodd, cuyo retrato pintó en 1768. Dodd le presentó a Selina Hastings, Condesa de Huntingdon, quien intentó persuadirle sin éxito para que dejara la pintura e ingresara en su Universidad de Formación de Ministros Metodistas en Trevecca, Gales. El 5 de febrero de 1770 se casó con Hannah Faden, hija de un impresor y vendedor de mapas de Charing Cross, a la que había convertido al metodismo. Vivieron en el número 7 de la calle Mortimer, en la plaza Cavendish, donde se había mudado en 1770.
El trabajo de Russell propició que tuviera que viajar frecuentemente por toda Gran Bretaña. En 1772, escribió Elementos de Pintura con Pasteles, siendo premiado por sus dibujos presentados ante la Real Sociedad de Artes en 1759 y 1760. Ingresó en la escuela de arte de la Real Academia en 1770, cuya medalla de oro recibió ese mismo año por sus dibujos. Exhibió sus pinturas en la Sociedad de Artistas de Gran Bretaña en 1768 y expuso 330 trabajos en la Academia entre 1769 y 1806, cuando murió.

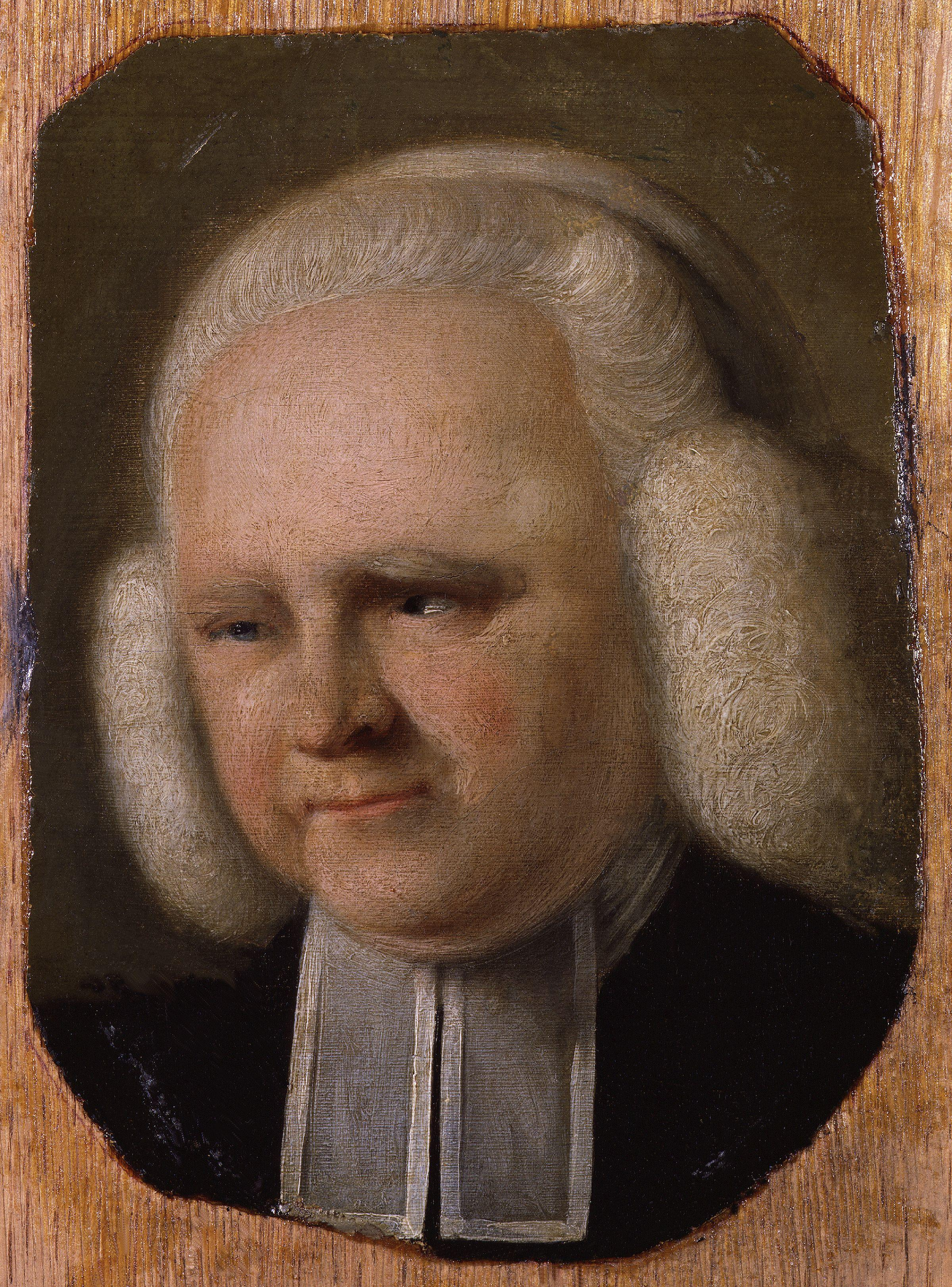
Retrato de George Whitefield

En 1770, Russell pintó al ministro de la iglesia metodista George Whitefield (grabado por James Watson) y al futuro filántropo William Wilberforce, que entonces contaba con once años de edad. En 1771 exhibió un retrato al óleo de Charles Wesley en la Real Academia, y en 1772, pintó al pastel a Selina Hastings, Condesa de Huntingdon. Este último era un cuadro simbólico, perdido en uno de sus viajes, del que se había realizado un grabado, y del que más adelante también pintó una versión al óleo. Aquel mismo año recibió el nombramiento como asociado de la Real Academia, y al año siguiente, 1773,  pintó a John Wesley (grabado por Bland).
En 1788, después de una larga espera, Russell fue elegido académico real, el mismo año que pintó un retrato del naturalista Sir Joseph Banks. En 1789 recibió el encargo de retratar al médico real Francis Willis. Su trabajo complació al monarca, que en 1790 le nombró Pintor al pastel del Rey Jorge III, de la Reina Charlotte, del Príncipe de Gales (Russell ya había pintado a ambos) y del Duque de York. Gracias al patrocinio real, adquirió una gran y distinguida clientela.

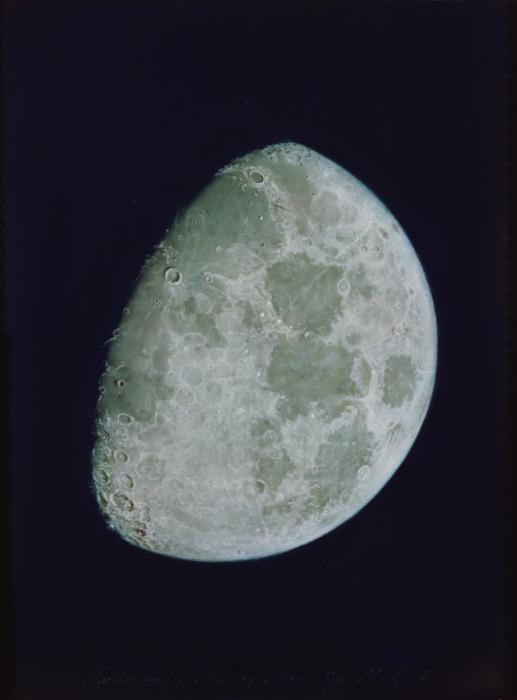
La Cara de la Luna (1793-97), dibujo al pastel de una fase lunar, obra de Russell: "Muestra la Luna a los diecisiete o dieciocho días, pero añadiendo una imposible fuente de luz oblicua. Bajo esta luz ficticia queda resaltado el relieve de todas las variaciones de la superficie de la Luna."

Russell era un hombre de creencias religiosas profundas, un devoto seguidor de George Whitefield. Empezó a elaborar un diario introspectivo (utilizando el sistema de taquigrafía de John Byrom) en 1766, que continuó a lo largo de toda su vida. En este diario, registró su propio estado mental, sus ejercicios religiosos, y ocasionalmente, información acerca de las niñeras de su casa. Aunque su fervor religioso pareció atenuarse después de su matrimonio, el diario muestra su ansiedad respecto a su bienestar espiritual. No solamente no trabajaba los domingos, sino que no permitía que nadie entrara en su estudio. Le disgustaba salir a cenar, molesto por las conversaciones ligeras y blasfemas que podía oír. En cambio, sí se llevaba bien con Sir Joshua Reynolds, con quien cenaba en la Academia, la Sociedad Diletante, y el Club Literario, pero dejó constancia de que en estas u otras ocasiones festivas, siempre se marchaba a casa temprano.
Tuvo problemas de salud durante muchas etapas de su vida, y en 1803 se quedó casi sordo como consecuencia de un brote de cólera. Murió en Hull en 1806, después de contraer el tifus.
El trabajo de Russell puede verse en muchas galerías del Reino Unido y alrededor del mundo, pero la mayor colección de sus obras se exhibe en la Galería de Arte de su Casa de Guildford. Muchos de sus retratos fueron reproducidos en grabados, obra entre otros de Joseph Collyer, Charles Turner, James Heath, Dean, Bartolozzi y Trotter.

## Astronomía
Russell estuvo interesado en la astronomía, y de hecho, con la ayuda de su hija, dibujó un mapa lunar que grabó sobre dos planchas en las que se representaba la superficie visible de la luna (desarrolló este trabajo a lo largo de veinte años). También inventó un aparato para mostrar los accidentes de la luna, al que denominó "Selenographia". Su gran y altamente detallado dibujo al pastel de La Cara de la Luna (1793-97) es "la representación temprana más fiel de la esfera lunar". Algunos de sus mejores retratos son de científicos de la época, como su amigo William Herschel, al que representó sosteniendo un gráfico estelar que muestra su descubrimiento de Urano. Fue Herschel quien le proporcionó el potente telescopio que Russell utilizó para sus laboriosas observaciones lunares.

## Familia
William Russell (1780–1870), uno de sus doce hijos (de los que cuatro murieron en la infancia), también fue pintor y exhibió retratos en la Real Academia entre 1805 y 1809. La Galería Nacional contiene un retrato del juez Sir John Bailey pintado por William Russell. Fue ordenado ministro metodista en 1809, tras lo que dejó de pintar, siendo durante cuarenta años rector de Shepperton, en Middlesex. Murió el 14 de septiembre de 1870.

## Eponimia
- El cráter lunar Russell,[8] lleva este nombre en su memoria, honor compartido con el astrónomo estadounidense del mismo apellido Henry Norris Russell (1877-1957).

## Lecturas relacionadas
- George Charles Williamson, John Russell (Londres, G. Bell, 1894).